# Brooks (Alberta)
Pour les articles homonymes, voir Brooks.
Brooks est une ville canadienne située dans le comté de Newell en Alberta, qui possède le statut de cité.

## Géographie
Brooks est située dans le sud-est de l'Alberta, au milieu des grandes plaines, à 186 km de Calgary et 110 km au nord-ouest de Medicine Hat. Elle est établie le long de l'autoroute transcanadienne et du chemin de fer du Canadien Pacifique.

### Climat
| Mois                                  | jan.       | fév.       | mars       | avril     | mai        | juin      | jui.     | août      | sep.       | oct.       | nov.       | déc.       | année            |
| ------------------------------------- | ---------- | ---------- | ---------- | --------- | ---------- | --------- | -------- | --------- | ---------- | ---------- | ---------- | ---------- | ---------------- |
| Température minimale moyenne (°C)     | −17        | −14,1      | −7,8       | −1,7      | 4,2        | 8,8       | 10,9     | 9,7       | 4,2        | −1,1       | −9,7       | −15,7      | −2,4             |
| Température moyenne (°C)              | −11,3      | −8,4       | −2,1       | 5,5       | 11,6       | 16        | 18,3     | 17,4      | 11,5       | 6,3        | −4         | −9,9       | 4,2              |
| Température maximale moyenne (°C)     | −5,6       | −2,7       | 3,7        | 12,7      | 18,9       | 23,1      | 25,7     | 25        | 18,8       | 13,6       | 1,9        | −4,2       | 10,9             |
| Record de froid (°C) date du record   | −46,7 1916 | −43,9 1936 | −40,6 1951 | −25 1954  | −11,1 1954 | −2,2 1919 | 1,7 1971 | −1,1 1930 | −11,1 1912 | −24,4 1919 | −36,1 1975 | −47,2 1924 | −47,2 17/12/1924 |
| Record de chaleur (°C) date du record | 17,8 1931  | 18,3 1954  | 26,6 2004  | 31,1 1936 | 35,6 1936  | 37,2 1919 | 40 1918  | 38,9 1919 | 36,1 1998  | 33,3 1943  | 24,4 1953  | 20 1939    | 40 18/7/1918     |
| Ensoleillement (h)                    | 91,6       | 114,9      | 158,3      | 215,1     | 266,3      | 290,2     | 338,8    | 302,1     | 200,9      | 169,7      | 105,8      | 75,1       | 2 328,9          |
| Précipitations (mm)                   | 14,7       | 12,2       | 19,5       | 27,9      | 44,1       | 58,8      | 41,7     | 39,3      | 39,4       | 17         | 14,7       | 18,9       | 348              |
| dont neige (cm)                       | 14,9       | 12,8       | 17,9       | 8         | 1,5        | 0         | 0        | 0         | 0,5        | 5,5        | 14         | 20,3       | 95,4             |
| Nombre de jours avec précipitations   | 5,8        | 4,8        | 6,8        | 8,9       | 12,2       | 13,1      | 11,9     | 10,9      | 9,8        | 6,6        | 6,3        | 6,5        | 103,6            |
| Humidité relative (%)                 | 70,4       | 64,9       | 54         | 40,3      | 39,8       | 46,5      | 39,6     | 39,7      | 42,5       | 47,6       | 58,9       | 68,9       | 51,2             |
| Nombre de jours avec neige            | 5,4        | 4,6        | 5,3        | 2,3       | 0,44       | 0         | 0        | 0         | 0,22       | 1,3        | 4,7        | 5,9        | 30,1             |

| Diagramme climatique                                  |               |             |              |             |             |              |           |             |            |             |               |
| J                                                     | F             | M           | A            | M           | J           | J            | A         | S           | O          | N           | D             |
| −5,6−1714,7                                           | −2,7−14,112,2 | 3,7−7,819,5 | 12,7−1,727,9 | 18,94,244,1 | 23,18,858,8 | 25,710,941,7 | 259,739,3 | 18,84,239,4 | 13,6−1,117 | 1,9−9,714,7 | −4,2−15,718,9 |
| Moyennes : • Temp. maxi et mini °C • Précipitation mm |               |             |              |             |             |              |           |             |            |             |               |

## Toponymie
Grâce à un concours parrainé par le ministre des Postes, la région a été nommée en 1904 en l'honneur de Noel Edgell Brooks, un ingénieur divisionnaire du chemin de fer Canadien Pacifique de Calgary.

## Histoire
La région où se trouve Brooks était utilisée comme terrains de chasse au bison par les Pieds-Noirs et les Crows. Après le Traité numéro 7, les colons s'installent comme agriculteurs.
Le village de Brroks est créé le 14 juillet 1910, puis devient une ville le 8 septembre 1911. Au recensement de 1996, la population de Brooks dépasse les 10 000 habitants, ce qui la rend éligible au statut de cité qu'elle obtient le 1er septembre 2005.

## Démographie
| 1911 | 1916 | 1921 | 1931 | 1941 | 1946  | 1951  | 1956  | 1961  |
| ---- | ---- | ---- | ---- | ---- | ----- | ----- | ----- | ----- |
| 486  | 290  | 499  | 708  | 888  | 1 091 | 1 648 | 2 320 | 2 827 |

| 1966  | 1971  | 1976  | 1981  | 1996   | 2001   | 2006   | 2011   | 2016   |
| ----- | ----- | ----- | ----- | ------ | ------ | ------ | ------ | ------ |
| 3 354 | 3 986 | 6 339 | 9 421 | 10 093 | 11 604 | 12 498 | 13 676 | 14 451 |